# HTC Sensation
Das HTC Sensation ist ein Smartphone des Herstellers HTC Corporation mit einem 1,5 Gigahertz Dual-Core-Prozessor (getaktet mit 1,2 Gigahertz). Die Bildschirmdiagonale beträgt 4,3 Zoll (~10,92 cm), mit einer Bildschirmauflösung von 960 × 540 Pixeln und einer Pixeldichte von 256 ppi. Das Betriebssystem ist Android, die Benutzeroberfläche HTC Sense 3.6.
Das Sensation besitzt eine 8-Megapixel-Kamera mit Autofokus und Doppel-LED-Leuchten, mit der auch Videos in HD-Qualität (1920 × 1080p) aufgenommen werden können. Eine Frontkamera auf der Vorderseite des HTC Sensation ermöglicht Videotelefonie in VGA-Auflösung.

## Testergebnisse und Updates
Das Mobiltelefon Sensation wurde erstmals am 27. April 2011 mit der Android-Version 2.3.3 getestet.
Mitte Mai 2011 erfolgte die Markteinführung bei Vodafone. Es ist seit dem 30. Juni 2011 ohne Branding verfügbar. Seit März 2012 liefert HTC ein Firmwareupdate auf Android 4 („Ice Cream Sandwich“) aus.

## Sensation XE
Am 15. September 2011 stellte HTC das Sensation XE mit Beats-Audio-Technologie vor, die für bessere Klangqualität sorgen soll. Entsprechende In-Ear-Kopfhörer von Beats Audio waren im Lieferumfang enthalten. HTC erhöhte beim Sensation XE den verfügbaren Prozessortakt (Dual-Core) von 1,2 auf 1,5 GHz; auch die Akkukapazität wurde von 1.520 mAh auf 1.730 mAh verbessert. Es hat außerdem einen abweichenden internen Speicher und ein anderes Gewicht. Äußerlich änderte sich lediglich die Gehäusefarbe. Das HTC Sensation XE wird seit Oktober 2011 angeboten.

## Sensation XL
Am 6. Oktober 2011 stellte HTC ein weiteres Smartphone mit Beats Audio Technology vor. Angetrieben wird das Sensation XL von einem 1,5-GHz-Single-Core-Prozessor, der Akku ist mit 1600 mAh etwas schwächer als beim Sensation XE. Die Bildschirmdiagonale wurde auf 4,7 Zoll erhöht, hat allerdings nur WVGA-Auflösung (800 × 480 Pixeln), was weniger ist als beim Sensation oder Sensation XE, wodurch sich die Pixeldichte erheblich verschlechtert. Das Sensation XL ist seit Oktober 2011 erhältlich.